# اصلاح‌طلبی
اصلاح‌طلبی، اصلاح‌گرایی یا رفورمیسم باور به امکان تغییر ساختارهای سیاسی و نظام اقتصادی بنیادی یک جامعه از طریق تغییر تدریجی از درون نهادهای موجود است. این فرضیهٔ دگرگونی اجتماعی در مخالفت با سوسیالیسم انقلابی، که معتقد است، نوعی انقلاب برای وقوع تغییرات ساختاری بنیادی لازم است ایجاد شد.
اصلاح‌طلبی را باید از اصلاحات پراگماتیک متمایز کرد: اصلاح‌طلبی این فرض است که انباشت اصلاحات می‌تواند منجر به ظهور یک نظام اقتصادی اجتماعی کاملاً متفاوت از اشکال امروزین سرمایه‌داری و دموکراسی شود، در حالی که اصلاحات پراگماتیک تلاش‌هایی برای حفظ وضع موجود در برابر تغییرات بنیادی و ساختاری را نمایندگی می‌کند.

## تاریخچه
اصلاح‌طلبی سوسیالیستی یا سوسیالیسم تکاملی (به انگلیسی: Evolutionary Socialism)، برای اولین بار توسط ادوارد برنشتاین، که یک سوسیال دموکرات بود، مطرح شد. اصلاح‌طلبی بلافاصله مورد هجمهٔ سوسیالیست‌های انقلابی قرار گرفت. رزا لوکزامبورگ، به عنوان یکی از رهبران این جریان ضد اصلاح‌طلبی، در مقاله‌ای تحت عنوان «اصلاح یا انقلاب؟» که در سال ۱۹۰۰ میلادی منتشر کرد، سوسیالیسم تکاملی برنشتاین را محکوم کرد. زمانی که روزا لوکزامبورگ در انقلاب آلمان درگذشت، اصلاح‌طلب‌ها خیلی زود توانستند خود را بازیابند و با احزاب کمونیست و بلشویک‌ها در حمایت از پرولتاریا رقابت کنند.
پس از پیروزی بلشویک‌ها در سال ۱۹۱۷ در جنگ داخلی روسیه تزاری و تثبیت قدرت در اتحاد جماهیر شوروی، بلشویک‌ها کمپینی علیه جنبش اصلاح‌طلبان تشکیل دادند و حتی اصلاح‌طلبان را فاشیست‌های اجتماعی (Social Fashists) خواندند. بنابر کتاب خداست که شکست خورده نوشتهٔ آرتور کوئستلر که از تشکیل‌دهندگان و اعضای سابق حزب کمونیست آلمان بود و حزبش بزرگ‌ترین حزب کمونیست در اروپای غربی بود، با شوروی همراه شد و اعلام کرد حزب سوسیال دموکرات آلمان فاشیست هستند و بزرگ‌ترین دشمن آلمان همین فاشیست‌های اجتماعی‌اند.
برخی از احزاب سوسیال دموکرات، مثل حزب دموکرات جدید یا احزاب سوسیال دموکرات آلمان هنوز هم اصلاح‌طلب خوانده می‌شوند.

### ایدئولوژی
اصلاح‌طلبی (به انگلیسی: Reformism) مکتبی است که در آن از طریق نهادهای اجتماعی تغییراتی تدریجی و زیربنایی در ساختارهای اقتصادی یا ساختارهای سیاسی دنبال می‌شود. این جنبش در واقع واکنشی اعتراضی به سوسیالیسم انقلابی بود که معتقد بودند برای ایجاد تغییراتی انقلابی راهی جز انقلاب توده‌ها وجود ندارد.

## در سطح جهان

### حزب کارگر بریتانیا
اصلاح‌طلبی در حزب کارگر بریتانیا در سال‌های ۱۹۵۰ پدیدار شد و پس از آن با جذب هوادارانِ اصلاح‌طلبی، به جناح راست حزب کارگر معروف شدند. در سال ۱۹۵۶ آنتونی کراسلند (Anthony Crosland) آیندهٔ سوسیالیسم را نوشت که به عنوان مانیفست شخصی به بحث پیرامون اصلاح‌طلبی پرداخت. برای کراسلند، مالکیت عمومی برای سوسیالیست‌ها به وسیلهٔ اشتغال همگانی کاهش می‌یابد و کنترل اقتصاد کینزی استثمار کاپیتالیستی را کاهش می‌دهد.
در سال ۱۹۶۰ پس از سه‌بار پیروزی متوالی حزب کارگر در انتخابات عمومی، هوگ گایتسکل به عنوان یک اصلاح‌طلب تلاش کرد تا بخشی از قانون اساسی را بر اساس مانیفست کراسلند اصلاح کند اما این تلاش‌ها با شکست مواجه شد.
برخی از طرفداران جوان‌تر او از جمله روی جنکینس، بیل راجرز و شرلی ویلیامز حزب کارگر را در سال ۱۹۸۱ ترک کردند و حزب سوسیال دموکرات را تشکیل دادند. در نهایت اهداف و نظرات گایتسکل توانست در انتخابات پیروز شود و تونی بلر در سال ۱۹۹۵ توانست اصلاحیهٔ قانون اساسی در انگلستان را بر اساس نظر اصلاح‌طلبانی چون گایتسکل و کراسلند به تصویب برساند.

### در ایران
اصلاح‌طلبی در ایران مفهومی متفاوت با مفهوم کلی اصلاح‌طلبی دارد. اصلاح‌طلبی در ایران با شاخهٔ محافظه‌کاری پیوند نزدیکی دارد و اگر بخواهیم چارچوب مفهوم ایرانی اصلاحات را با مفهوم تاریخی آن مقایسه کنیم باید آن را نومحافظه‌کاری بخوانیم. اصلاح‌طلبیِ ایرانی در اغلب مواقع در پی تغییراتی تدریجی است ولی تفاوت آن با مفهومی که سوسیال دموکرات‌ها در ابتدا پایه نهادند در آن است که اصلاح‌طلبیِ ایرانی اساساً درگیر تغییرات بنیادی نمی‌شود و تغییرات تدریجی فرهنگی را به تغییرات تدریجی اقتصادی و سیاسی اولویت می‌دهد. اثبات این مدعا، سابقه‌ای‌ست که تاریخ از اصلاح‌طلبی در ایران ارائه می‌کند. این سیاست شامل اشخاص معروف آنها یعنی حسن روحانی و سید محمد خاتمی و هاشمی رفسنجانی می‌شوند.
اصلاح‌طلبی یک حزب سیاسی نیست؛ یک جریان فکری است که بعد از جنگ‌های ایران و روس و شکست ایران، آغاز شده و تا امروز ادامه دارد.

## زیرساخت‌های معرفت‌شناختی اصلاح‌طلبی و اصول‌گرایی
امروزه برای اصلاح‌طلبی و نیز اصول‌گرایی تبیین معرفت‌شناختی وجود دارد به این معنا که این اعتقاد وجود دارد که دو دستگاه شناختی، موجب این دو رویکرد در حوزه‌های مختلف می‌شود. رویکرد متن‌گروی و نص‌گرایی معمولاً به اصول‌گراییِ صحیح منجر می‌شود و رویکردی که به تحولات علوم بیشتر اهمیت می‌دهد، می‌تواند به نوعی اصلاح‌طلبیِ صحیح منجر شود.